# Pius-XI.-Medaille
Die Pius-XI.-Medaille ist eine Auszeichnung, die meist alle zwei Jahre von der Päpstlichen Akademie der Wissenschaften an Wissenschaftler unter 45 Jahren verliehen wird. Sie ist nach Papst Pius XI. benannt, der die Akademie 1936 unter ihrem heutigen Namen neu gründete. Von 1939 bis 1943 hieß er Pius-XI.- und Pius-XII.-Preis und wurde 1961 unter dem heutigen Namen neu aufgelegt.

## Preisträger
- 1938 Corneille Heymans (Belgien) Physiologie
- 1942 Harlow Shapley (USA) Astronomie
- 1943 Emmanuel de Margerie (Frankreich) Geographie
- 1961 Robert B. Woodward (USA) Chemie
- 1962 Bengt E. Andersson (Schweden) Biowissenschaften
- 1963 Aage Niels Bohr (Dänemark) Physik
- 1964 François Gros (Frankreich) Biowissenschaften
- 1966 Allan Rex Sandage (USA) Astronomie
- 1970 Haruo Kanatani (Japan) Biowissenschaften
- 1972 György Némethy (Ungarn) Physik
- 1975 Stephen Hawking (Vereinigtes Königreich) Astronomie
- 1976 Lucio Luzzatto (Italien) Biowissenschaften
- 1979 Antonio Paes de Carvalho (Brasilien) Biowissenschaften
- 1981 Jean-Marie Lehn (Frankreich) Chemie
- 1983 Gerard ’t Hooft (Niederlande) Physik
- 1986 Elizabeth A. Bernays (Australien) Biowissenschaften
- 1988 Luis Caffarelli (Argentinien) Mathematik
- 1992 Adi Shamir (Israel) Computerwissenschaften
- 1996 Mark M. Davis (USA) Chemie
- 2000 Gillian P. Bates (Vereinigtes Königreich) Biowissenschaften
- 2000 Stephen W. Davies (Vereinigtes Königreich) Biowissenschaften
- 2002 Stanislas Dehaene (Frankreich) Biowissenschaften
- 2002 Juan Maldacena (USA) Physik
- 2004 Laure Saint-Raymond (Frankreich) Mathematik
- 2006 Ashoke Sen (Indien) Physik
- 2008 Juan A. Larraín (Chile) Biowissenschaften
- 2010 Patrick Mehlen (Frankreich) Biologie
- 2012 Trees-Juen Chuang (Taiwan) Genetik
- 2012 Ulrich Pöschl (Österreich) Chemie
- 2014 Cédric Villani (Frankreich) Mathematik
- 2016 Mariano Sigman (Argentinien) Neurowissenschaften
- 2018 Noble Ephraim Banadda (Uganda) Biowissenschaften, David M. Sabatini (USA) Biowissenschaften und Miriam Serena Vitiello (Italien) Physik
- 2020 Demis Hassabis (Vereinigtes Königreich) Computerwissenschaften und Peter Scholze (Deutschland) Mathematik